# S. H. Hasbullah
Shahul Hameed Hasbullah (en tamil: சாஹுல் ஹமீத் ஹஸ்புல்லாஹ், Erukkulampiddy, 3 de septiembre de 1950-Jaffna, 25 de agosto de 2018) fue un escritor, activista, geógrafo y acedémico de Sri Lanka.
Estudió en la Universidad de Sri Lanka y en la Universidad de Columbia Británica. Fue profesor de geografía en la Universidad de Peradeniya.

## Primeros años y familia
Hasbullah nació el 3 de septiembre de 1950 en Erukkulampiddy, en el norte de Ceilán. Fue educado en el Colegio Central de Erukkulampiddy. Obtuvo un B.A. Licenciado por el campus de Peradeniya de la Universidad de Sri Lanka en 1975. También recibió una maestría y un doctorado de la Universidad de Columbia Británica.
Hasbullah tuvo un hijo y dos hijas.

## Trayectoria
Hasbullah era profesor de geografía en la Universidad de Peradeniya. Fue profesor visitante en la Universidad de Zúrich, la Universidad de Edimburgo, la Universidad Noruega de Ciencia y Tecnología y la Universidad de Columbia Británica (2004). Fue becario Fulbright visitante en el Instituto para el Estudio de la Migración Internacional de la Universidad de Georgetown.
Hasbullah fue especialista durante las conversaciones de paz de Sri Lanka de 2003 facilitadas por Noruega en Tailandia, Alemania y Japón, y fue miembro del Subcomité sobre Necesidades Inmediatas y Humanitarias de las Zonas Devastadas por la Guerra de Sri Lanka. Fue miembro del consejo de la Universidad de Jaffna nombrado por la UGC. Fue miembro de la junta directiva del Centro Internacional de Estudios Étnicos (CIEM). Fue miembro del comité de delimitación del consejo provincial de 2017-18.
Siendo él mismo un desplazado interno, Hasbullah trabajó extensamente en la documentación de la difícil situación de la limpieza étnica y la expulsión de musulmanes de la provincia septentrional por parte de los LTTE. Las contribuciones académicas de Hasbullah durante las últimas tres décadas son un registro científico e histórico significativo de este evento. Sus dos primeras obras notables son el Informe sobre la pérdida de bienes muebles e inmuebles de los musulmanes desalojados de la Provincia del Norte en octubre de 1990 y la Información sobre la familia de los refugiados musulmanes expulsados de la Provincia del Norte en octubre de 1990. Hasbullah había presentado partes de este informe al parlamento para proporcionar soluciones y perspectivas de reasentamiento para los refugiados desplazados internos. Sin embargo, el gobierno o los políticos no lograron avances significativos en este tema. Después de 30 años de preservar este documento, Hasbullah lo presentó al Centro Internacional de Estudios Étnicos (CIEM) en Colombo para digitalizarlo y preservarlo en colaboración con una universidad de los Países Bajos.
El 25 de agosto de 2018, Hasbullah sufrió un ataque al corazón durante una reunión en la Universidad de Jaffna y murió después de ser ingresado en el Hospital Universitario de Jaffna. Su muerte se produjo un día después de que el informe del comité de delimitación fuera rechazado por el Parlamento por 139 votos a favor y cero en contra. Hasbullah había presentado un informe alternativo oponiéndose al informe del comité de delimitación, que creía que había marginado la representación de las minorías en toda la isla.